# Upper Demerara-Berbice
Upper Demerara-Berbice, Region 10 – jeden z dziesięciu regionów Gujany położony w środkowo-wschodniej części państwa. Na północy sąsiaduje z regionami Essequibo Islands-West Demerara, Demerara-Mahaica, i Mahaica-Berbice, od wschodu z East Berbice-Corentyne, od południowego zachodu z Potaro-Siparuni i od zachodu z Cuyuni-Mazaruni. Stolicą regionu jest Linden. Pozostałe miejscowości to m.in. Ituni, Kalkuni, Kwakwani, Kurupukari, Rockstone i Takama. Przez region przepływają rzeki Demerara, Berbice i Essequibo.

## Gospodarka
Mieszkańcy regionu zatrudnieni są głównie przy wydobyciu boksytów. Dwa największe przedsiębiorstwa zajmujące się eksploatacją boksytów to Linmine działające w Linden i Ituni oraz Bermine prowadzące wydobycie w Everton i Kwakwani. Wydobyte skały przeznaczane są do produkcji aluminium. W niewielkiej części regionu swoją działalność prowadzi organizacja non-profit Iwokrama Rainforest Project. Na niedużą skalę prowadzona jest tu hodowla bydła i leśnictwo.

## Demografia
Rząd gujański, od czasu reformy administracyjnej w 1980 r., przeprowadzał do tej pory spisy ludności czterokrotnie, w 1980, 1991, 2002 i 2012 r. Według ostatniego spisu populacja wynosiła 39 452 mieszkańców. Upper Demerara-Berbice jest piątym regionem Gujany pod względem powierzchni, piątym  pod względem populacji i także piątym pod względem gęstości zaludnienia.
| Rok  | Populacja |
| ---- | --------- |
| 2012 | 39 452    |
| 2002 | 41 112    |
| 1991 | 39 608    |
| 1980 | 38 641    |

## Miejscowości
Miejscowości w regionie Upper Demerara-Berbice:

- Attai (Attai Village)
- Bartica
- Christianburg
- Cockatara Village
- Ebini
- Ebini Downs
- Everton
- GNS Kimbia
- Hitia (Hittia Settlement)

- Hururu
- Ituni (Ituni Townsite, Itoni Township)
- Kalkuni
- Kokatara Village
- Kumaka (Coomacka)
- Kurupukari
- Kwakwani
- Lancaster
- Linden

- Mackenzie (McKenzie)
- Malali
- Masabona
- Noitgedacht
- Paradise
- Pubu
- Rockstone
- Sand Hills

- Takama (Tacama)
- Takama Battle School
- Urisirima
- Watuka (Watooka Village)
- Wiribisirikanali
- Wismar (Wisemar)
- Zion (Sion)